# Bier in Madagaskar

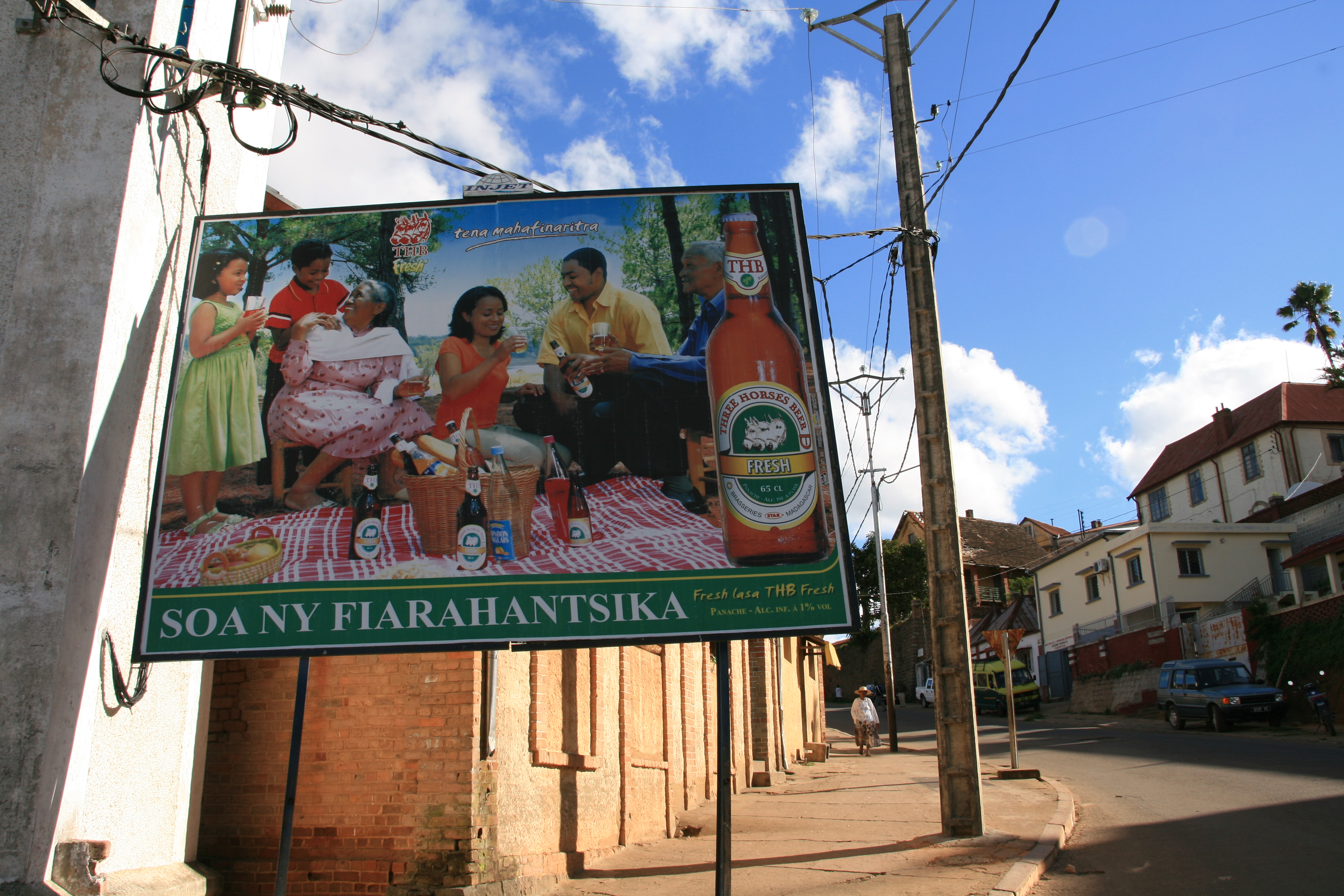
Reclamebord voor THB

Bier is in Madagaskar de populairste alcoholische drank, hoewel de bierconsumptie per inwoner laag is (0,34 liter).
Vanaf de onafhankelijkheid van Madagaskar in 1960 was de in 1953 opgerichte Brasseries Star (Société Tananarivienne de Réfrigération et de Boissons Gazeuses) de enige brouwerij met hoofdzetel in Antananarivo. Het bier Three Horses Beer (THB) is de marktleider in het land. Sinds augustus 2011 is de brouwerij in handen van de Franse Groupe Castel.
In november 2010 werd de Nouvelle Brasserie de Madagascar (NBM) opgestart in Ambatolampy, een joint-venture tussen Phoenix Beverages uit Mauritius en het Belgische Unibra. Met het biermerk Skol wisten ze een marktaandeel van 10% te halen. Ondanks de aangekondigde investeringen en capaciteitsverdubbeling in 2011 bleven de resultaten onder de verwachtingen. In december 2013 verkocht Phoenix Beverages hun aandelen aan Unibra. In mei 2014 werd de Groupe Castel de grootste aandeelhouder van de NBM en kreeg daardoor het merk Skol in Madagaskar in handen.
Buiten de twee grote brouwerijen is er één microbrouwerij actief, de door de Duitse brouwer Uwe Geyer opgerichte Brasserie Kanto in Antananarivo. Hij brouwt Duitse weizenbieren die voor Europa ook onder licentie gebrouwen worden bij de Belgische Brouwerij Strubbe.

## Cijfers 2011
- Bierproductie: ?
- Export: ?
- Import: ?
- Bierconsumptie: 117.000 hl
- Bierconsumptie per inwoner: 0,34 liter
- Actieve brouwerijen: 2 (+ 1 microbrouwerij)

## Brouwerijen
- Brasseries Star
  - Nouvelle Brasserie de Madagascar
- Brasserie Kanto (microbrouwerij)

## Bieren
- Three Horses Beer
- Skol
- Libertalia
- Gold
- Geyer-Bräu
- Lemur Katta